# Robert Cimera
Robert Cimera (17 de setembro de 1887 - data de falecimento desconhecida) foi um futebolista austríaco que atuava como meio-campista e no final da carreira,zagueiro.[carece de fontes?] Cimera começou a carreira no DFC Prag em 1908,indo para o Rapid Wien em 1914,encerrando a carreira em 1916.jogou 10 vezes pela Seleção Austríaca de Futebol entre 1908 e 1915,chegando a marcar um gol.chegou a ser convocado para os Jogos Olímpicos de Verão de 1912,onde jogou dois jogos no torneio principal e três no torneio de consolação.